# Stykkið
Stykkið (dánul: Stykket) település Feröer Streymoy nevű szigetén. Közigazgatásilag Kvívík községhez tartozik.

## Földrajz
A sziget nyugati partján, a Leynasandurtól északra fekszik. Mivel viszonylag magasan van a tenger fölött, szép kilátás nyílik innen a tengerre és a környező szigetekre.

## Történelem
A települést 1845-ben alapították.

## Népesség
| Év          | Lakosság |
| ----------- | -------- |
| 1986.01.01. | 51       |
| 1991.01.01. | 51       |
| 1996.01.01. | 45       |
| 2001.01.01. | 46       |
| 2006.01.01. | 38       |

## Közlekedés
A Vestmanna és Tórshavn közötti út mentén fekszik. A települést érinti a 100-as buszjárat.

### Külső hivatkozások
- faroeislands.dk – fényképek és leírás (angol)
- Flickr[halott link] - fényképek (angol)
- Panorámakép a domboldalból[halott link] (dán)
- Stykkið, fallingrain.com (angol)